# Лалашинц (Арад)
Лалашинц (рум. Lalașinț) насеље је у Румунији у округу Арад у општини Барзава. Oпштина се налази на надморској висини од 139 m.

## Прошлост
Аустријски царски ревизор Ерлер је 1774. године констатовао да место припада Липовском округу и дистрикту. Становништво је било претежно влашко.
Када је 1797. године пописан православни клир ту су била два свештеника. Пароси, поп Христифор Јорговић (рукоп. 1797) и поп Захарије Поповић (1796) служили су се само румунским језиком.

## Становништво
Према подацима из 2002. године у насељу је живело 428 становника.

### Попис2002.
| Расподела становништва по националности 2002.‍ | Расподела становништва по националности 2002.‍ | Расподела становништва по националности 2002.‍ | Расподела становништва по националности 2002.‍ | Расподела становништва по националности 2002.‍ |
| --------------------------------------------- | --------------------------------------------- | --------------------------------------------- | --------------------------------------------- | --------------------------------------------- |
|                                               |                                               |                                               |                                               |                                               |
| Румуни                                        | Румуни                                        |                                               | 402                                           | 94,4%                                         |
| Роми                                          | Роми                                          |                                               | 24                                            | 5,6%                                          |